# قانون اساسی قرقیزستان

قانون اساسی قرقیزستان عالی‌ترین متن حقوقی در کشور قرقیزستان است. این قانون در ۵ مه ۱۹۹۳ به تصویب رسید.

## تاریخچه
خان‌نشین خوقند (قرقیزستان کنونی) در نیمه دوم قرن نوزدهم تحت سیطره امپراتوری روسیه قرار گرفت. با وقوع انقلاب اکتبر در سال ۱۹۱۷ استان خود مختار قره قرقیز در سال ۱۹۳۶ پس از جدا شدن جمهوری قزاقستان از آن با نام «جمهوری شوروی سوسیالیستی قرقیزستان» به عضویت اتحاد جماهیر شوروی درآمد.

## اصول
- مرکز جمهوری قرقیزستان بیشکک است.[۲]
- این قانون زبان رسمی کشور را قرقیزی قرار داده و توسعه آزاد و برابر زبان روسی و سایر زبان‌های مورد استفاده ساکنین کشور را تضمین کرده‌است.[۳]
- به ماهیت غیر دینی حکومت در اولین اصل قانون اشاره شده‌است.[۴]
- منشاء مردمی قدرت حکومت.[۵]
- اجازه مالکیت خصوصی داده شده است[۶]
- حق ارث بردن به رسمیت شناخته شده است.[۷]
- تحصیلات عمومی تا دوره متوسطه اجباری و رایگان است.[۸]
- شورای عالی نهاد صاحب صلاحیت قانون‌گذاری در این جمهوری است. شورای عالی ۱۰۵ عضو دارد که برای یک دوره پنج ساله انتخاب می‌شوند.[۹]
- «همه پرسی با پیشنهاد سیصد هزار نفر یا یک سوم نمایندگان شورای عالی برگزار می‌شود».[۱۰]
- نمایندگان مجلس و رئیس جمهور برای یک دوره پنج ساله انتخاب می‌شوند. داوطلب شدن برای شرکت در انتخابات مجلس به ۲۵ سال و ریاست جمهوری ۳۵ تا ۶۵ نیاز دارد.[۱۱]
- داوطلب شدن برای ریاست جمهوری نیاز به ۳۵ تا ۶۵ سال سن، تسلط بر زبان رسمی و سکونت در پانزده سال پیش از انتخابات در خاک قرقیزستان دارد. انتخاب بیش از دو دوره ممنوع است.[۱۲]
- برای نامزدی در انتخابات ریاست جمهوری به جمع‌آوری بیش از ۵۰ هزار امضاء نیاز است. رسمیت انتخابات نیز نیاز به شرکت بیش از نیمی از واجدان شرایط در انتخابات دارد.[۱۳]

## ساختار
این قانون در هشت بخش و نود و هفت اصل تنظیم شده است؛
- بخش اول: جمهوری قرقیز
- بخش دوم: شهروندان
- بخش سوم: ریاست جمهوری
- بخش چهارم: شورای عالی
- بخش پنجم: قوه مجریه
- بخش ششم: دادگاه‌ها و مراجع قضایی
- بخش هفتم: خودگردانی محلی
- بخش هشتم: ترتیب اصلاح و ایجاد متمم در قانون اساسی